# Hesperotychus micropthalmus
Hesperotychus micropthalmus är en skalbaggsart som först beskrevs av Brendel 1893.  Hesperotychus micropthalmus ingår i släktet Hesperotychus och familjen kortvingar. Inga underarter finns listade i Catalogue of Life.